# جيرار فراي
جيرار فراي (بالألمانية: Gerhard Frey) هو عالم رياضيات ألماني. ولد عام 1944. اشتهر أساسا بفضل عمله في نظرية الأعداد. لقد كان منحناه المعروف بمنحنى فراي أساسيا في إيجاد برهان مبرهنة فيرما الأخيرة من طرف الرياضياتي الأنجليزي أندرو وايلز.

## مساهماته
في عام 1985، بين فراي برهن أنه توجد علاقة بين مبرهنة فيرما الأخيرة وحدسية تانياما.

## وصلات خارجية
- صفحة جيرار فراي في جامعة دويسبورغ-إيسن